# Hospital de Simón Ruiz
Hospital de Simón Ruiz, o de la Purísima Concepción y San Diego de Alcalá, es una institución fundada en la villa de Medina del Campo por el jesuita Juan de Tolosa a instancias de Simón Ruiz, un mercader de gran importancia en las ferias generales del reino, considerado uno de los banqueros de Carlos V y Felipe II. El conjunto arquitectónico fue construido entre 1593 y 1619, modificándose las trazas originales en 1597. Es de estilo clasicista o renacentista.

## Historia
Este edificio es fruto de la reunificación de todas las cofradías asistenciales medinenses, excepto el antiguo Hospital de Barrientos que se ubicaba en el espacio que comprende el actual colegio público obispo Barrientos. Participaron en la construcción los segovianos Andrés Francisco y Antonio López y los maestros canteros Juan del Barrio y Juan de Nates. Se organiza en torno a un claustro cuadrado porticado de dos alturas, compuesto por gruesos pilares de sección cuadrada y galerías de arcos de medio punto que se cubren con bóvedas de arista. Sobre las crujías se ubican las dependencias de los enfermos.

## Exteriores e interiores

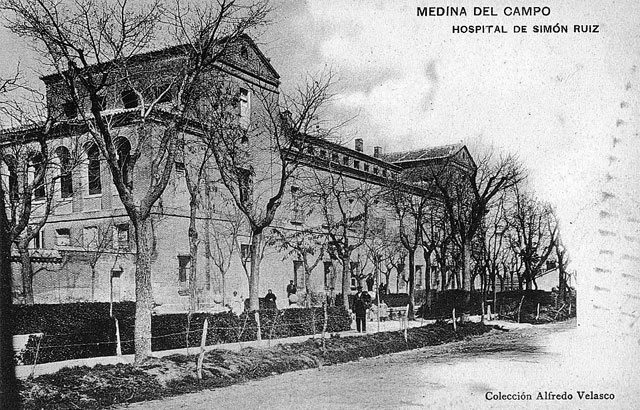
Imagen antigua del Hospital.

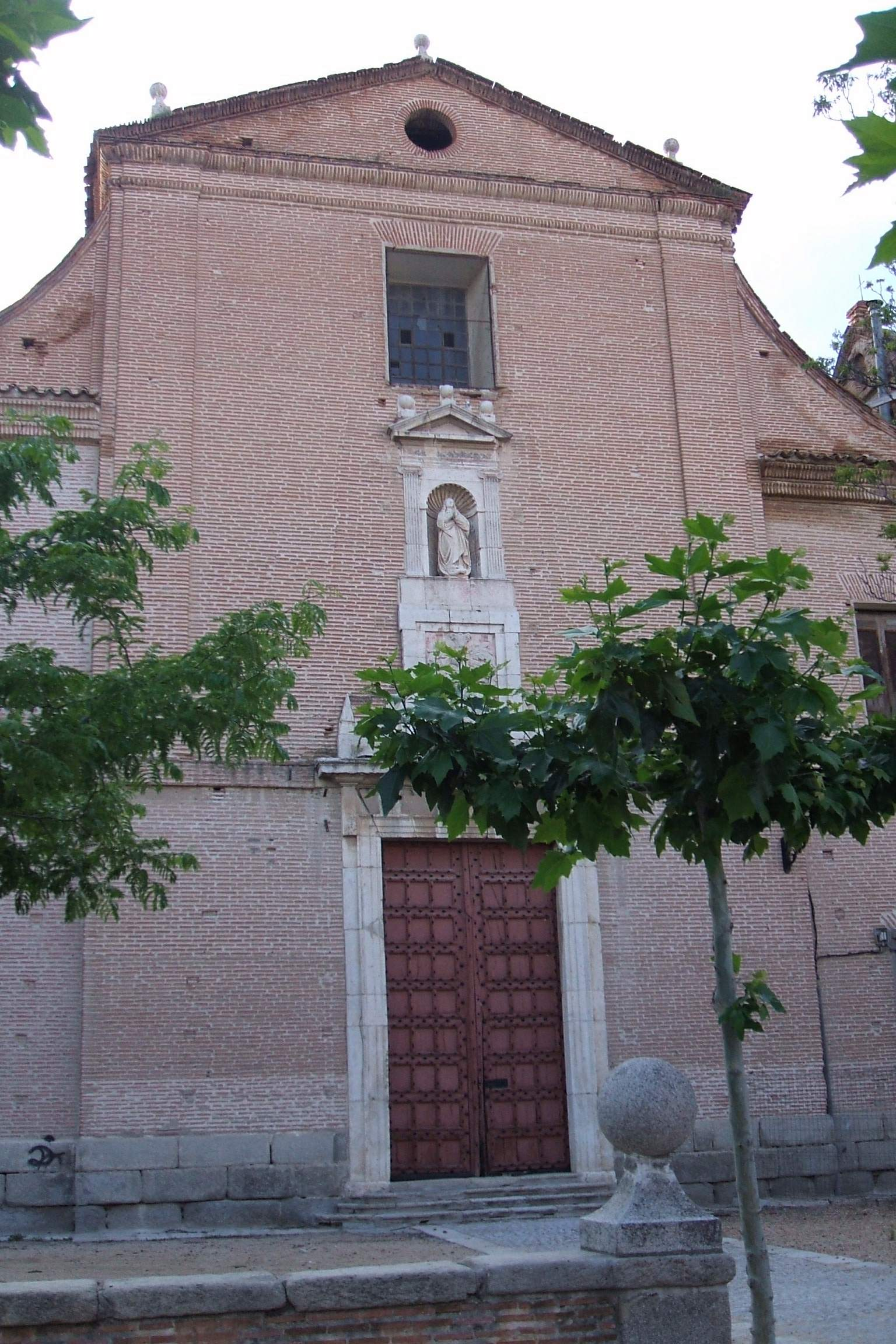
Fachada del Hospital.

Frente a la lonja se encuentra la fachada principal, en la que se muestran los escudos de Simón Ruiz. Hay dos puertas adinteladas y marcadas en piedra, la de la izquierda da acceso al conjunto hospitalario y la de la derecha a la iglesia de estilo jesuita, planta de cruz latina, con capillas laterales intercomunicadas. 
La capilla mayor está presidida por el retablo de Pedro de la Cuadra y Francisco del Rincón ensamblado por Juan de Ávila y construido en 1597. Consta de dos cuerpos con coronamiento organizados en tres calles con relieves dedicados a: San Diego de Alcalá, San Martín y el pobre, el Niño Jesús, la Inmaculada y el Calvario. En la predela hay relieves de las virtudes, los evangelistas y los doctores de la Iglesia. En ambos lados se abren unos nichos; en el lado del evangelio se encuentra la estatua orante de Simón Ruiz elaborada en alabastro y de sus dos esposas. En el lado de la epístola se encuentran dos esculturas de dos santos trinitarios del desaparecido convento de la Trinidad. La nave se parte en dos con una rejería de similares características a la que en 2010 fue retirada de la iglesia de Santiago el Real con motivo de la remodelación del templo.

## Fundación Simón Ruiz
Este conjunto histórico artístico pertenece a la Fundación Simón Ruiz, que funciona desde su creación por parte del mercader y es presidida por el alcalde o alcaldesa de la villa. El deterioro que ha sufrido este inmueble hace imposible una visita por su interior. Las principales obras de arte se pueden visitar en el Museo de las Ferias, como por ejemplo la estatua de alabastro de fray Lope de Barrientos.

## Archivo de Simón Ruiz
Uno de los bienes más importantes vinculados por Simón Ruiz al Hospital, lo que evitó su pérdida, fue su archivo. Contiene gran cantidad de información sobre las ferias comerciales del reino y datos sobre sus factores en los principales centros comerciales de Europa. La documentación se conserva en el Archivo Histórico Provincial de Valladolid en calidad de depósito. En el año 2012 se creó en la Universidad de Valladolid la cátedra Simón Ruiz para el estudio de su gran masa documental, en su mayoría aún no abordada.